# Nyuaje Marjam
Nyuaje Marjam (amh. ንዋየ ማርያም, co znaczy Własność Marii, imię tronowe Uyddym Asferie bądź Uydma Asferie) – cesarz Etiopii w latach 1372–1382. Pochodził z dynastii salomońskiej. Jego ojcem był poprzedni cesarz, Nyuaje Krystos. W czasie jego panowania, Hak-ad-Din II z somalijskiej dynastii Uelesma, przejął kontrolę nad sułtanatem Ifat przy południowo-wschodniej granicy z Etiopią w 1376, i rozpoczął najeżdżać cesarstwo Nyuaje Marjama. Według egiptologa i orientalisty Ernesta Alfreda Thompsona Wallisa Budge, Kroniki królewskie podają, iż niewiele wiadomo o Nyuaje Marjamie, oraz że zmarł bezpotomnie. Cesarz został pochowany w Asar, ale późniejszy cesarz Beyde Marjam I pochował jego ciało do Kościoła Atronsy Marjama. Następcą Nyuaje Marjama został Dawid I.